# Tomorrow Never Knows (álbum)
Tomorrow Never Knows es un álbum recopilatorio de las canciones más influyentes de la banda de rock The Beatles. Se puso a la venta el 24 de julio de 2012 como una exclusiva en la tienda iTunes Store en asociación con EMI Records, propio de Apple Corps y con la aprobación de Paul McCartney y Ringo Starr, así como del Consejo de Administración que representa a los estados de John Lennon y George Harrison. 

## Lista de canciones
| N.º   | Título                                               | Vocalista principal | Duración |  |
| 1.    | «Revolution»                                         | Lennon              | 3:25     |  |
| 2.    | «Paperback Writer»                                   | McCartney           | 2:19     |  |
| 3.    | «And Your Bird Can Sing»                             | Lennon              | 1:59     |  |
| 4.    | «Helter Skelter»                                     | McCartney           | 4:31     |  |
| 5.    | «Savoy Truffle»                                      | Harrison            | 2:54     |  |
| 6.    | «I'm Down»                                           | McCartney           | 2:32     |  |
| 7.    | «I've Got a Feeling» (Versión de Let It Be... Naked) | McCartney           | 3:37     |  |
| 8.    | «Back in the U.S.S.R.»                               | McCartney           | 2:24     |  |
| 9.    | «You Can't Do That»                                  | Lennon              | 2:35     |  |
| 10.   | «It's All Too Much»                                  | Harrison            | 6:26     |  |
| 11.   | «She Said She Said»                                  | Lennon              | 2:36     |  |
| 12.   | «Hey Bulldog»                                        | Lennon              | 3:11     |  |
| 13.   | «Tomorrow Never Knows»                               | Lennon              | 2:59     |  |
| 14.   | «The End» (Versión de Anthology 3)                   | McCartney           | 2:52     |  |
| 23:39 |                                                      |                     |          |  |

## Arte de la cubierta y portada
El título está tomado de la canción del mismo nombre del álbum Revolver del año 1966, que a menudo se considera uno de los discos más influyentes de todos los tiempos debido a su uso de diversas técnicas de estudio de vanguardia, así como los temas musicales de inspiración india y el tema psicodélico de la letra.[cita requerida] La portada de Tomorrow Never Knows muestra un disco de vinilo naranja del sello discográfico en el interior de una funda de LP blanca. Las palabras «File Under: Rock» — 'Archívese en: Rock ' — aparecen en la esquina inferior derecha con un tipo de letra que imita la apariencia de un sello de goma. El nombre del grupo «The Beatles» se muestra en color naranja en el centro de la funda del LP.